# Jean-Charles Sénac
Jean-Charles Sénac, né le 23 mai 1985 à Saint-Martin-d'Hères, est un coureur cycliste français, professionnel entre 2008 et 2009 au sein de l'équipe AG2R La Mondiale.

## Biographie
Jean-Charles Sénac devient professionnel en 2008 chez AG2R La Mondiale, à la suite notamment de sa bonne performance dans les championnats de France amateur de 2007 où il termine deuxième. Après deux saisons chez AG2R La Mondiale, son contrat n'est pas renouvelé et il décide de mettre un terme à sa carrière.

## Palmarès
- 2004
  - Champion de Dauphiné-Savoie sur route espoirs
  - Champion d'Isère sur route espoirs
- 2006
  - Tour du Jura :
    - Classement général
    - 1re et 2e (contre-la-montre par équipes) étapes

  - Tour des Pays de Savoie :
    - Classement général
    - 4e étape

  - Grand Prix d'Ancelle
- 2007
  - Champion de Rhône-Alpes sur route espoirs
  - 2e du championnat de France sur route amateurs
- 2010
  - Bordeaux-Paris

## Résultats sur les grands tours

### Tour d'Italie
- 2009 : 146e

## Classements mondiaux
| Année           | 2006 | 2007  |
| --------------- | ---- | ----- |
| UCI Europe Tour | 959e | 1108e |